# 螺旋磁性

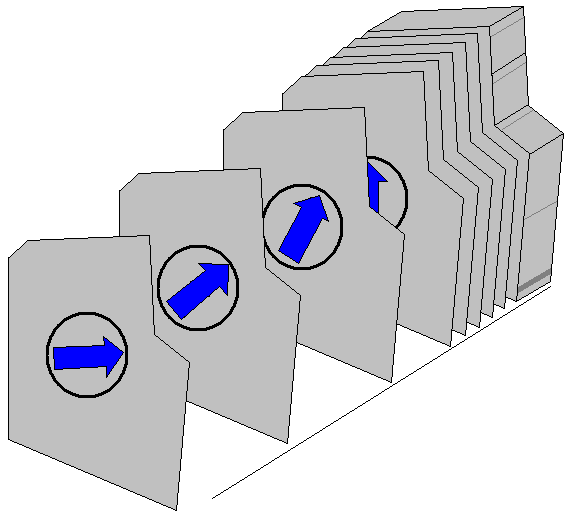
螺旋磁性体の模式図。内部で磁気モーメントの向き（青矢印）が螺旋形に変化する。

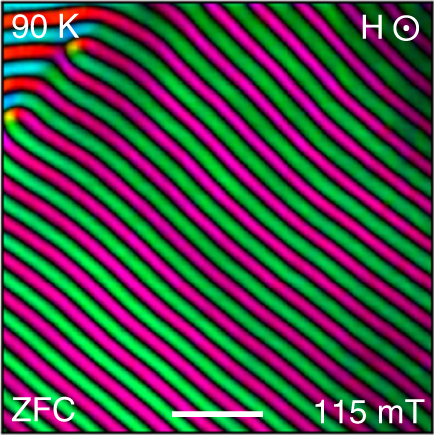
90における鉄ゲルマニウム（FeGe）のローレンツ電子顕微鏡画像。螺旋スピン縞構造が観察される。

螺旋磁性（らせんじせい英: helimagnetism、ヘリカル磁性とも）は、磁気秩序の一形態で、隣りあうスピン磁気モーメントが、0度から180度の間の特徴角を互いに成して、螺旋状に整列することを特徴とする。この秩序は、強磁性交換相互作用と反強磁性交換相互作用との競合により生じる。強磁性と反強磁性は、特徴角をそれぞれ0度および180度とする螺旋磁性の特殊例と考えることができる。螺旋磁性における秩序は、左巻きまたは右巻きのどちらかになるため、本質的に空間反転対称性を破る。
厳密な定義のもとでは、螺旋磁性体は永久磁気モーメントをもたず、そのため複雑な反強磁性体の一種とみなせる。この場合、永久磁気モーメントを持ち、かつ螺旋状パターンを持つもの（例： 20 K未満のホルミウム ）は conical magnetsと呼ばれ区別される。
螺旋磁性の概念は、1959年に二酸化マンガンの磁気構造を説明するために初めて提唱された。その観察には当初中性子回折法が用いられていたが、後にローレンツ電子顕微鏡法を用いてより直接的に観察されるようになった。一部の螺旋磁性体は、室温まで安定して存在することが報告されている。通常の強磁性体が磁壁により多くの磁区にわけられるのと同様、螺旋磁性体はトポロジカルチャージによって特徴付けられる特殊な磁壁を持つ。
螺旋磁性体の多くは、FeSi結晶構造（Strukturbericht分類B20）を初めとするキラル立方構造をとる。これらの物質では、強磁性交換相互作用とジャロシンスキー・守谷相互作用の組み合わせにより、比較的長周期の螺旋構造が生じる。この結晶構造は常磁性相も点対称性を持たないため、螺旋状態への磁気相転移により点対称性が崩れることはなく、螺旋の方向は結晶構造により決定される。
一方、フラストレーションを持つ磁性体やRKKY相互作用に基づいた磁性体が螺旋磁性を示すこともある。これにより、MnP（B31）型化合物のような点対称性をもつ構造も、左巻きと右巻きの両方の螺旋が共存する臭化ニッケル(II)二重螺旋磁性をもつことがある。このようなitinerant helimagnetsの場合、ヘリシティの向きを電流を流したり磁場を印加することによって制御することができる。
| 素材                     | 温度範囲   | 空間群     |
| ------------------------ | ---------- | ---------- |
| β-MnO2                   | <93 K      | P4 2 / mnm |
| FeGe                     | <278 K     | P2 1 3     |
| MnGe                     | <170 K     | P2 1 3     |
| MnSi 、                  | <29 K      | P2 1 3     |
| FexCo1-xSi（0.3≤x≤0.85） |            | P2 1 3     |
| Cu2OSeO3                 | <58 K      | P2 1 3     |
| FeP                      | <120 K     | Pnma       |
| FeAs                     | <77 K      | Pnma       |
| MnP                      | <50 K      | Pnma       |
| CrAs                     | <261 K     | Pnma       |
| FeCl3                    | <9 K       | R 3        |
| NiBr2                    | <22 K      | R 3 m      |
| NiI2                     | <75 K      | R 3 m      |
| Cr 1/3 NbS 2             | <127 K     | P6 3 22    |
| Tb                       | 219〜231 K | P6 3 / mmc |
| Dy                       | 85〜179 K  | P6 3 / mmc |
| Ho                       | 20〜132 K  | P6 3 / mmc |